# Roberto Hoyo
Roberto Hoyo (Valencia, 12 de enero de 1996) es un actor, director, dramaturgo y rapero español. En 2019 fundó junto con Sofía Zaragoza la plataforma artística y compañía teatral Leamŏk. Es conocido por su primera obra de teatro Lázaro (2019), escrita, dirigida y protagonizada por él mismo, con la que modernizó el clásico Lazarillo de Tormes revistiéndolo de la cultura hip-hop.

## Biografía
Roberto empezó a hacer teatro con once años en la escuela municipal de Aldaya. Por presión familiar comenzó a estudiar Filología en la universidad pero dejó de ir a las clases y decidió formarse en la especialidad de Interpretación Textual en la Escuela Superior de Arte Dramático de Valencia (ESADV). También estudió parte de su licenciatura en el Conservatoire National Supérieur d'Art Dramatique de París (CNSAD). Al acabar su licenciatura en 2019 funda Leamŏk y estrena su primer espectáculo Lázaro, galardonado por la Fundación Sgae en el Festival Russafa Escènica. Aparte de añadir rap a sus obras teatrales estrena en 2021 su primera maqueta de rap "Mi nombre en tu boca" con el pseudónimo de Bobby Dick. En 2023 inauguró el laboratorio actoral y casting en línea llamado PlayLab para poner a prueba a actores y actrices de la escena subiendo los vídeos a su canal de YouTube y a redes sociales. Actualmente sigue actuando y adaptando clásicos para su compañía.

## Distinciones
- Premio AVETID (Asociación Valenciana de Empresas de Artes Escénicas del País Valencià, 2022)[4]
- Mejor Actor (Premio de las Artes Escénicas Valencianas, 2021)[6]
- Premio SGAE por su obra Lázaro (IX Edición del Festival Russafa Escénica, 2019)[7]

## Obras de teatro
- Don Roberto (2024)
- Hanle (2021)
- Lázaro (2019)

## Discografía
- "Mi nombre en tu boca" (prod. Urko Cruz, 2021)